# 牛街站 (北京市)
牛街站是一个位于中国北京市西城区广安门内街道牛街、长椿街和广安门内大街交叉路口北侧，属于北京地铁19号线的地铁车站，2021年12月31日启用。

## 车站结构

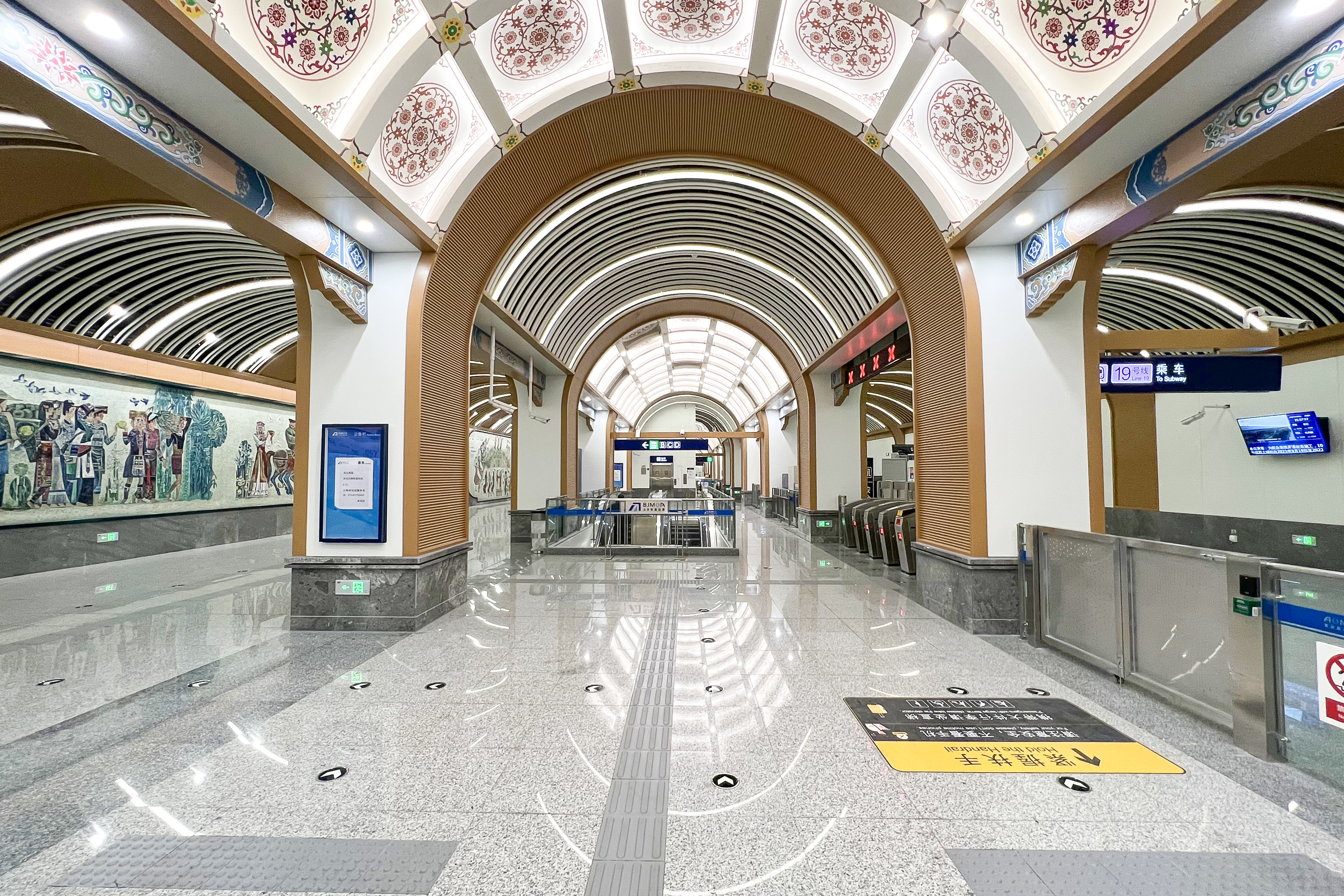
站厅

本站为地下三层双柱三跨岛式车站，设有3个出入口，地下一层为站厅层，地下二层为设备层，地下三层为站台层。站厅层布置有基于刘秉江、周菱1982年民族题材壁画《创造·收获·欢乐》重新布置的公共艺术作品。
| 地面 | 街道               | 出入口                           |  |  |
| B1层 | 站厅               | 票务服务、自动售票机、一卡通充值 |  |  |
| B2层 | 设备层             | 车站设备                         |  |  |
| B3层 |                    | █ 19号线 往牡丹园（太平桥）      |  |  |
|      | 岛式站台，左侧开门 |                                  |  |  |
|      |                    | █ 19号线 往新宫（景风门）        |  |  |

## 出入口
本站设有B、C、D2三个出入口（位于南侧的D1口缓建）。
|                       |                      |                                      |      |                |
| 编号                  | 指示                 | 建议前往的目的地                     | 图片 | 无障碍设施图片 |
| 出口 · B              | 下斜街               | 西城区住房和城乡建设委员会           |      | 不適用         |
| 出口 · C · 升降机标志 | 长椿街（东侧）       | 北京市回民学校                       |      |                |
| 出口 · D · 2          | 广安门内大街（北侧） | 长椿街（西侧）、首都医科大学宣武医院 |      | 不適用         |
| 註： 設有             |                      |                                      |      |                |

## 与7号线广安门内站虚拟换乘
7号线早期规划时曾经设有牛街站，后来因为牛街站距离菜市口站太近改为设置广安门内站。19号线牛街站与7号线广安门内站相距约450米，没有建设地下换乘通道的计划，2021年12月31日开通时也并未与广安门内站实施虚拟换乘。2022年2月18日，北京市基础设施投资有限公司回复留言时提到“轨道交通有关单位正在研究实现19号线牛街站与7号线广安门内站及类似情况车站之间的临时虚拟换乘技术方案”。
2022年7月30日，北京地铁“虚拟换乘”票价优惠服务正式上线试运行。乘客在牛街站与7号线广安门内站间，于30分钟内出站换乘可享连续计费优惠。